# Droga wojewódzka 141
Die Droga wojewódzka 141 (DW 141) ist eine Woiwodschaftsstraße in Polen, die zwei Dörfer Sowno und Darż verbindet. Die Gesamtlänge beträgt 13 Kilometer. 
Die Straße führt durch die Woiwodschaft Westpommern und deren Kreise Stargard und Goleniów.  